# Іволгинське городище
Іволгінське городище (Хуннське городище) — усталена назва археологічної пам'ятки епохи Хунну у Західному Забайкаллі. Ширше — Іволгінський археологічний комплекс, що включає Велике і Мале городища, а також могильник.
На межі I ст. до Р. Х. — I ст. по Р. Х. — протомісто, прикордонний форпост, торговий, адміністративний, ремісничий і землеробський центр на північній околиці імперії Хунну.
Іволгинське городище — поле розміром 348 м з півночі на південь і 194—216 м із заходу на схід. Зі східного боку приблизно третина пам'ятника знищена в результаті підмиву річкою Селенга. На південній межі городища, в околицях гори Тологой, знаходиться декілька сакральних місць, де проводять обряди шамани і буддійські лами. На північному схилі гори височіє субурган.

## Опис комплексу

### Велике городище
Поселення являло собою потужну фортецю квадратної форми розміром 340 х 340 м. Площа укріплення становила 11,5 га. Із зовнішнього боку стіни фортеці були «галькобетонні», з внутрішньої — з товстих дерев'яних дощок. Поселення було укріплене потужним оборонним поясом, що складається з чотирьох валів, розділених ровами.
Мешканці міста займалися полюванням, рибальством, скотарством, землеробством і ремеслами — ковальством, металургією, зброярством, гончарством, косторізанням.
Місто було щільно заселено, дома його мешканців і ремісничі майстерні розташовувалися дуже близько один до одного, утворюючи вулиці, житлові та виробничі квартали. Поселення мало хрестове планування.
Житлові будинки (всього розкопано 54 будови) були квадратної форми зі сторонами від 3 до 7 метрів, з заглибленням підлоги у ґрунт до 1 м, покриті багатошаровими двосхилими дахами, стіни і підлогу обмазували глиною. Вхід влаштовували у південно-східному куті південної стіни. Житла обігрівалися вогнищем, спорудженим з кам'яних плит. Піч знаходилася навпроти входу, у північно-східному кутку. По північній і західній стінах проходив димар, так само складений з кам'яних плит і завершується витяжною трубою у південно-західному куті.. У центрі міста знаходився найбільший будинок прямокутної форми розміром 15×11,5 м. Будова була повністю наземною з глинобитних стін завтовшки понад 1 м. Система опалення та обігріву була такою ж, як і в інших оселях. Швидше за все, це був будинок правителя фортеці.
Поселення проіснувало майже два століття і було розорене імовірно в середині I століття по Р. Х. в результаті військового нападу.

### Мале городище
Розташоване за 100 м на південь від Великого городища. Є обвалованою трапецієподібною ділянкою, з шириною валів в 6—8 м. Довжина південного валу — 94 м, західного — 142 м, північного — 15 м. Культурних шарів в городище не виявлено, ймовірно використання цієї території як кошара.

### Могильник
Розташований за 0,8 км на північний схід від Великого городища біля річки Іволги. Складає з городищем єдиний комплекс. На площі в 8000 м² виявлені 216 могил з останками 244 осіб.